# Joe Pasternak

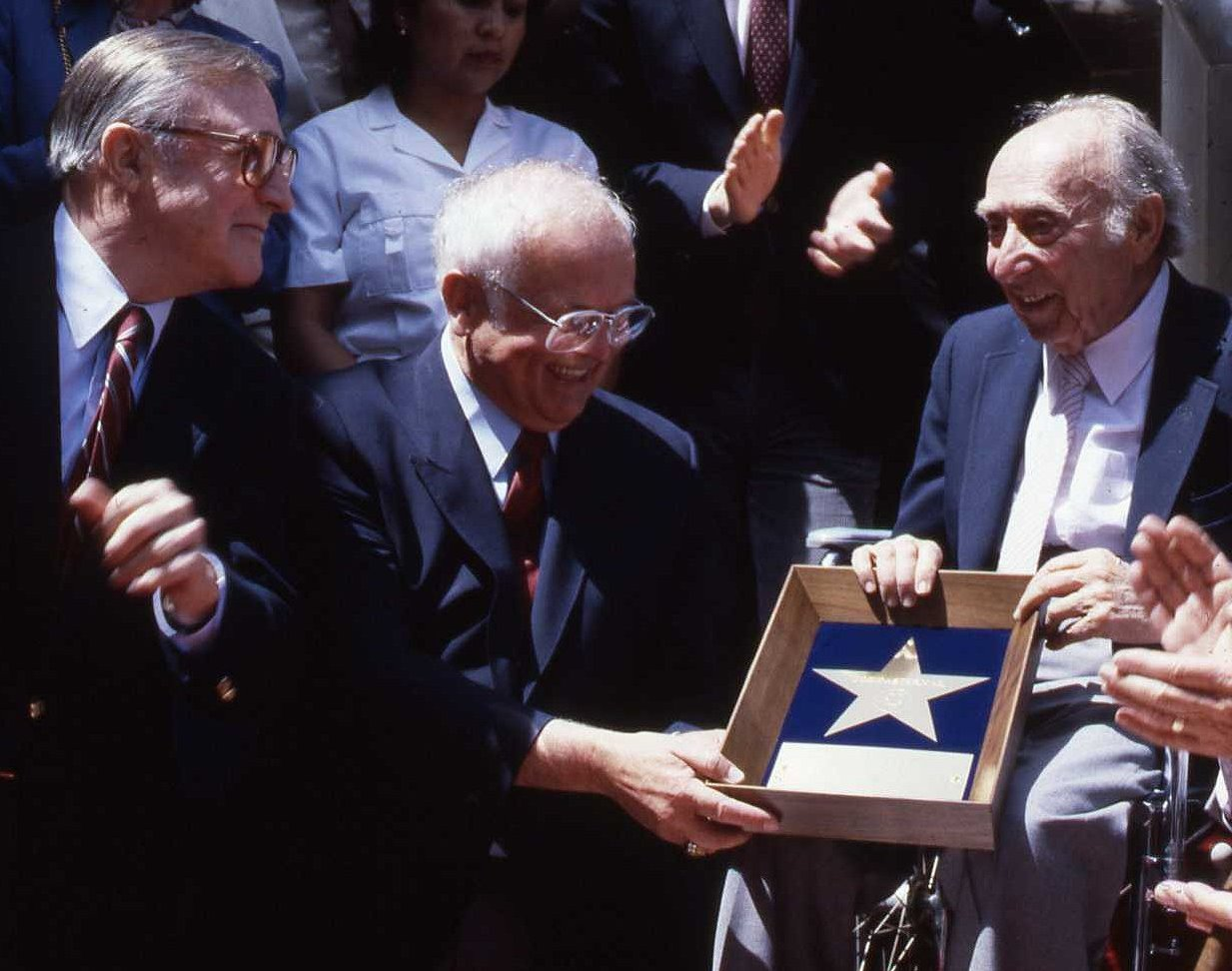
Joe Pasternak (rechts) erhält seinen Stern auf dem Hollywood Walk of Fame (1985)

Joseph Herman Pasternak (* 19. September 1901 in Szilágysomlyó, Österreich-Ungarn; † 13. September 1991 in Hollywood, Kalifornien) war ein ungarisch-amerikanischer Filmproduzent.

## Leben
Joseph Pasternak wurde 1901 als eines von elf Kindern einer jüdischen Familie im damaligen Kaiserreich Österreich-Ungarn geboren; der Vater war Stadtschreiber in Szilágysomlyó (heute Șimleu Silvaniei im Nordwesten von Rumänien). Als Jugendlicher wanderte er in die USA aus, wo er zunächst (1920) bei einem Onkel in Philadelphia unterkam. 1922 wurde er Hilfskellner des New Yorker Außenstudios der Filmproduktionsfirma Paramount. Nebenher absolvierte er auch eine schauspielerische Ausbildung. Er arbeitete sich binnen eines Jahres zum Chefkellner hoch, quittierte dann jedoch seinen Dienst, um bei dem renommierten Regisseur Allan Dwan in untergeordneter Funktion mitzuarbeiten. Im Jahr 1925 wurde er Regie-Assistent bei Das Phantom der Oper mit Lon Chaney senior.
Universals Boss Carl Laemmle beorderte Pasternak gegen Ende der Zwanziger Jahre nach Deutschland zur Zeit der Weimarer Republik, wo er deutsche Filme für den internationalen Markt beaufsichtigen und/oder produzieren sollte. Dabei kam es zur mehrmaligen Zusammenarbeit mit dem später nach Hollywood abgewanderten Regisseur Wilhelm Dieterle. Auch nach Machtergreifung der Nationalsozialisten in Deutschland produzierte er noch eine Zeit lang Filmmusicals für die europäische Außenstelle der Universal, bevor er 1936 in die Vereinigten Staaten zurückkehrte, wo er weiterhin für Universal tätig war. Mit der erfolgreichen Filmkomödie Drei süße Mädels (Three Smart Girls) verhalf er der 14-jährigen Deanna Durbin 1936 zum Durchbruch in Hollywood. Regie führte Henry Koster, mit dem Pasternak – ein Spezialist für Filmmusicals – schon in Mitteleuropa kooperiert hatte und noch sieben weitere Durbin-Filme drehen sollte.
Bei der Oscarverleihung 1937 und Oscarverleihung 1938 war jeweils eine Produktion, die er gemeinsam mit Charles R. Rogers verantwortete, für den Oscar in der Kategorie Bester Film nominiert.
Zu seinen bekanntesten Produktionen zählt die Westernkomödie Der große Bluff (Destry Rides Again) mit James Stewart und Marlene Dietrich, welche mit dem Film ein Comeback feiern konnte. Es folgten die Filme Das Haus der sieben Sünden (Seven Sinners, 1940) und Die Abenteurerin (The Flame of New Orleans, 1941), in denen Marlene Dietrich jeweils erneut eine Hauptrolle spielte. Es wird kolportiert, dass Pasternak auch ein privates Interesse an der Aktrice hatte, was jedoch auf keinerlei Gegenliebe gestoßen sei.
1941 wechselte Pasternak zu MGM, wo er ebenfalls vor allem Filmmusicals produzierte, darunter Urlaub in Hollywood (Anchors Aweigh, 1945) mit Gene Kelly und Frank Sinatra sowie Der große Caruso (The Great Caruso) mit Mario Lanza als Tenor Enrico Caruso.
Nach mehr als 90 Filmproduktionen ging Pasternak 1968 in den Ruhestand. 1939 war er für den Irving G. Thalberg Memorial Award nominiert. In seiner späteren Karriere erhielt er zehn Nominierungen für den Laurel Award in der Kategorie Bester Produzent.
In erster Ehe war er mit Margaret Flader verheiratet. Später ehelichte er Dorothy Darrel, mit der er bis zu seinem Tod zusammenblieb.
1991 erhielt er einen Stern auf dem Hollywood Walk of Fame. Noch im gleichen Jahr starb er im Alter von 89 Jahren an der Parkinson-Krankheit, woraufhin er im Hillside Memorial Park in Culver City begraben wurde.

## Filmografie (Auswahl)
- 1929: Auf der Reeperbahn nachts um halb eins
- 1929: Frühlingsrauschen
- 1929: Ich lebe für Dich
- 1929: Der Teufelsreporter
- 1929: Das Schweigen im Walde
- 1929: Geheimpolizisten
- 1930: Die große Sehnsucht
- 1931: Die Nacht ohne Pause
- 1932: Der Geheimagent
- 1932: Die unsichtbare Front
- 1933: Skandal in Budapest
- 1934: Csibi, der Fratz
- 1934: Peter, das Mädchen von der Tankstelle (Peter)
- 1935: Kleine Mutti
- 1936: Katharina die Letzte
- 1936: Drei süße Mädels (Three Smart Girls)
- 1937: 100 Mann und ein Mädchen (One Hundred Men and a Girl)
- 1938: Mad About Music
- 1938: That Certain Age
- 1939: Three Smart Girls Grow Up
- 1939: First Love
- 1939: Der große Bluff (Destry Rides Again)
- 1940: Spring Parade
- 1940: A Little Bit of Heaven
- 1940: Das Haus der sieben Sünden (Seven Sinners)
- 1941: Die Abenteurerin (The Flame of New Orleans)
- 1941: Die ewige Eva (It Started with Eve)
- 1942: Sieben junge Herzen (Seven Sweethearts)
- 1943: Bühne frei für Lily Mars (Presenting Lily Mars)
- 1944: Mein Schatz ist ein Matrose (Two Girls and a Sailor)
- 1944: Musik für Millionen (Music for Millions)
- 1945: Flitterwochen zu dritt (Thrill of a Romance)
- 1945: Urlaub in Hollywood (Anchors Aweigh)
- 1945: Her Highness and the Bellboy
- 1946: Erfüllte Träume (Two Sisters from Boston)
- 1946: Ball in der Botschaft (Holiday in Mexico)
- 1947: Tanz ohne Ende (The Unfinished Dance)
- 1947: Bezaubernde Lippen (This Time for Keeps)
- 1948: Drei kleine Biester (Three Daring Daughters)
- 1948: Auf einer Insel mit dir (On an Island with You)
- 1948: Wirbel um Judy (A Date with Judy)
- 1948: Liebe an Bord (Luxury Liner)
- 1948: Ein Bandit zum Küssen (The Kissing Bandit)
- 1949: Damals im Sommer (In the Good Old Summertime)
- 1949: Kuß um Mitternacht (That Midnight Kiss)
- 1950: Nancy geht nach Rio (Nancy Goes to Rio)
- 1950: Die Venus verliebt sich (Duchess of Idaho)
- 1950: Der Fischer von Louisiana (The Toast of New Orleans)
- 1950: Summer Stock
- 1951: Der große Caruso (The Great Caruso)
- 1951: Hübsch, jung und verliebt (Rich, Young and Pretty)
- 1951: Tödliches Pflaster Sunset Strip (The Strip)
- 1952: Mädels ahoi (Skirts Ahoy!)
- 1952: Die lustige Witwe (The Merry Widow)
- 1952: Mein Herz singt nur für Dich (Because You’re Mine)
- 1953: Du bist so leicht zu lieben (Easy to Love)
- 1953: Small Town Girl
- 1954: Alt Heidelberg (The Student Prince)
- 1954: Athena
- 1955: In Frisco vor Anker (Hit the Deck)
- 1955: Tyrannische Liebe (Love Me or Leave Me)
- 1956: Viva Las Vegas (Meet Me in Las Vegas)
- 1956: Das schwache Geschlecht (The Opposite Sex)
- 1957: 10.000 Schlafzimmer (Ten Thousand Bedrooms)
- 1957: Kein Platz für feine Damen (This Could Be the Night)
- 1958: Das Mädchen aus der Unterwelt (Party Girl)
- 1959: Immer die verflixten Frauen (Ask Any Girl)
- 1960: Meisterschaft im Seitensprung (Please Don’t Eat the Daisies)
- 1960: Dazu gehören zwei (Where the Boys Are)
- 1962: Spiel mit mir (Billy Rose’s Jumbo)
- 1963: Vater ist nicht verheiratet (The Courtship of Eddie’s Father)
- 1963: Eine kitzlige Sache (A Ticklish Affair)
- 1965: Kurven-Lily (Girl Happy)
- 1966: Paris ist voller Liebe (Made in Paris)
- 1966: Sag niemals ja (Spinout)
- 1968: Die wilden Jahre (The Sweet Ride)

## Auszeichnungen
- 1937: Nominierung für den Besten Film im Rahmen der Oscarverleihung
- 1938: Nominierung für den Besten Film im Rahmen der Oscarverleihung
- 1939: Nominierung für den Irving G. Thalberg Memorial Award im Rahmen der Oscarverleihung
- 1958: Nominierung für den Laurel Award als Bester Produzent
- 1959: Nominierung für den Laurel Award als Bester Produzent
- 1960: Nominierung für den Laurel Award als Bester Produzent
- 1961: Nominierung für den Laurel Award als Bester Produzent
- 1962: Nominierung für den Laurel Award als Bester Produzent
- 1963: Nominierung für den Laurel Award als Bester Produzent
- 1965: Nominierung für den Laurel Award als Bester Produzent
- 1966: Nominierung für den Laurel Award als Bester Produzent
- 1967: Nominierung für den Laurel Award als Bester Produzent
- 1968: Nominierung für den Laurel Award als Bester Produzent
- 1991: Stern auf dem Hollywood Walk of Fame (1541 N. Vine Street)